# Orval (Cher)
Orval ist eine französische Gemeinde mit 1.637 Einwohnern (Stand: 1. Januar 2022) im Département Cher in der Region Centre-Val de Loire; sie gehört zum Arrondissement Saint-Amand-Montrond und zum Kanton Saint-Amand-Montrond.

## Geographie
Orval liegt etwa 40 Kilometer südsüdöstlich von Bourges am Cher. Umgeben wird Orval von den Nachbargemeinden Saint-Amand-Montrond im Norden und Osten, Bouzais im Süden, Orcenais im Westen sowie Nozières im Nordwesten.
Durch die Gemeinde führen die Autoroute A71 und die frühere Route nationale 725 (heutige D925).

## Bevölkerungsentwicklung
| 1962 | 1968 | 1975 | 1982 | 1990 | 1999 | 2006 | 2012 | 2018 |
| ---- | ---- | ---- | ---- | ---- | ---- | ---- | ---- | ---- |
| 1216 | 1436 | 1995 | 2055 | 2024 | 1997 | 1898 | 1884 | 1806 |

## Sehenswürdigkeiten

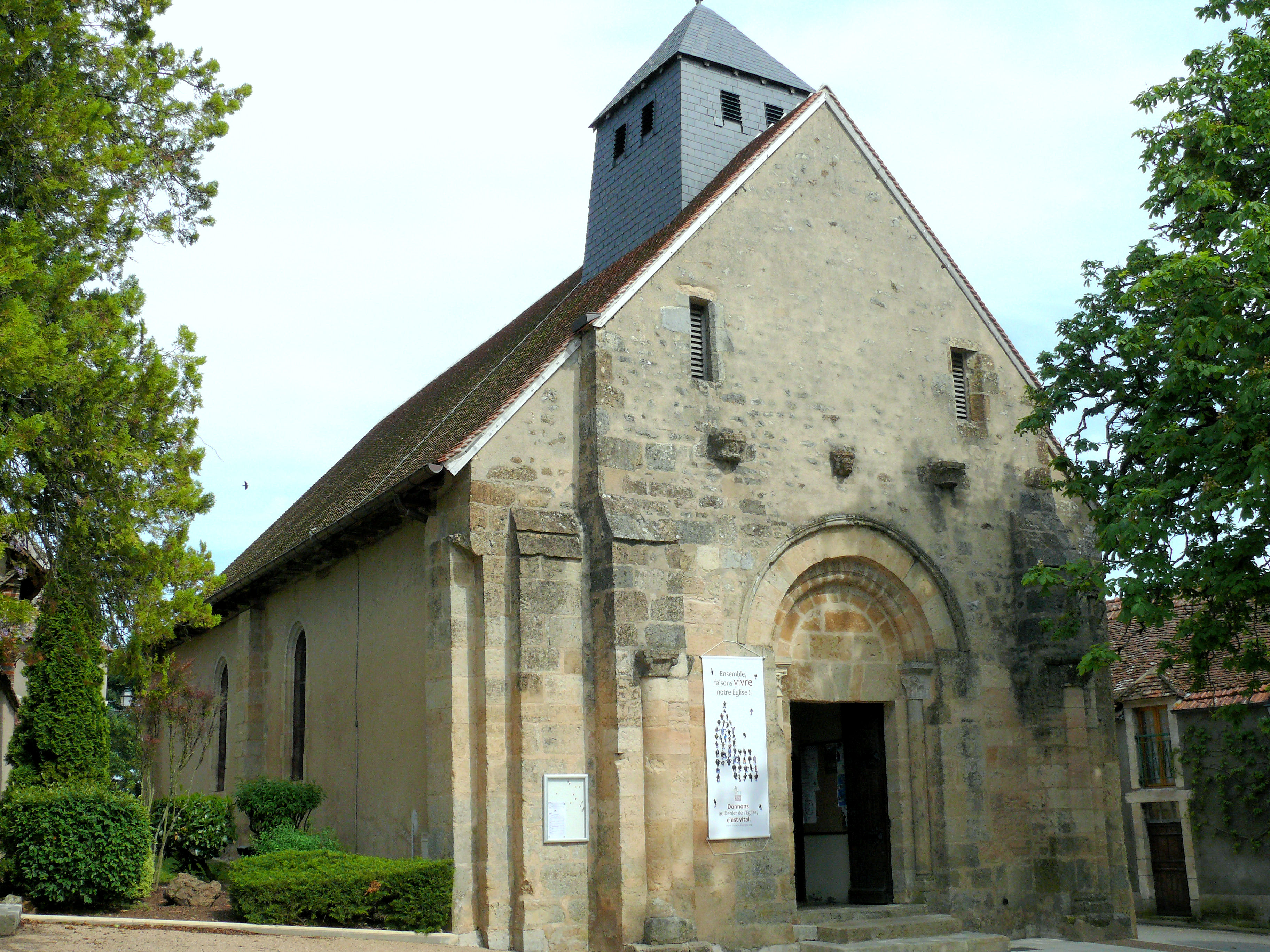
Kirche Saint-Hilaire

- Kirche Saint-Hilaire aus dem 13. Jahrhundert

## Persönlichkeiten
- Die Herrschaft über Orval übte lange Zeit das Haus Albret aus.
- Odet de Foix (1485–1528), Marschall Frankreichs, Herr über Orval